# 駐沖繩美軍強姦12歲少女事件
駐沖繩美軍強姦12歲少女事件 （日语：沖縄米兵少女暴行事件），指的是在1995年9月4日三名非裔美國軍人在沖繩縣綁架一名12歲的日本小學女生，並強姦及虐打她。根據《美日安保條約》第六條「美日地位協定」，涉案的三名罪犯曾一度不被轉交給日方，這令日本輿論为之譁然，引爆了沖繩一直存在的反駐日美軍基地的情緒，也掀起了全國範圍的反美抗議。此外，被告家屬最初曾聲稱日本官員種族歧視，指他們三人被起訴是因為他們的非裔身份，但最後他們收回了言論。

## 事件概要
1995年9月4日8時左右，駐紮在沖繩漢森營的美國海軍軍人馬庫斯·吉爾（Marcus Gill）、美國海軍陸戰隊軍人羅德里科·哈普（Rodrico Harp）及肯德里克·萊德（Kendrick Ledet）在基地租了一輛麵包車，然後用它綁架了一名正在沖繩北部購物區購物的12歲的女孩。他們用膠帶封住她的眼睛和嘴巴，綁住她的四肢，隨後被帶到附近海灘處，在車內施暴。案發後沖繩縣警方對三人發出逮捕令，要求美軍將其交出，但美軍以美日地位協定為由予以拒絕。後來，那霸地方法院發出起訴及反美情緒加劇，美軍才同意將這三人移交給日方。
由於這三名肇事者是非裔美國人，他們的家屬最初曾多次向媒體聲稱這次逮捕是基於「種族主義」，但這一說法並未被採納，他們最後也撤回言論。

## 引發冲绳反美
事件曝光後引發了冲绳公眾的反美情緒，尤其是因為在日美地位協定下，賦予了駐日美軍軍人一定的治外法權。儘管沖繩縣警察已在1995年9月7日發出逮捕令要求立即拘留涉案人士，但駐日美軍拒絕交出；一直到9月29日那霸地方法院正式起訴，美軍才將這三人移交給日方。美軍的特權加上長年的罪案問題，最終引爆了沖繩人的反美軍基地情緒。沖繩縣議會、沖繩市議會、宜野灣市議會陸續通過了針對美軍行為的抗議決議。同年10月21日，在宜野灣市舉行了抗議該事件的集會，沖繩縣知事太田正秀與約85000名縣民參加了集會，為自沖繩歸還後在當地規模最大的抗議活動。這些抗議呼籲對沖繩的美軍基地進行重組和削減，以及修改美日部隊地位協定。太田正秀甚至拒絕在美軍基地所需的文件上簽名。由於這事件已發展成嚴重的政治問題，日美兩國成立了「日美聯合委員會（日米合同委員会）」，檢視日美駐軍地位協定第17條5(c)。美國同意，以後在嚴重的惡性罪案上，會積極考慮日方的移交請求。

## 審判
1996年3月7日，那霸地方法院判處三人有期徒刑，美國海軍軍人馬庫斯·吉爾和美國海軍陸戰隊軍人羅德里科·哈普被判七年監禁，海軍陸戰隊軍人肯德里克·萊德被判六年監禁。

## 餘波
美國海軍上將理查德·切斯特·馬克（Richard C. Macke）是時任的太平洋司令部指揮官。在1995年11月的新聞發布會上，馬克談到這些人的行為時說︰「我認為這些行為絕對是愚蠢的。我已經說過好幾次了，他們租用汽車所支付的費用，本來就可以用來召妓。」他的言論隨即被譴責是麻木不仁及歧視女性，其後被免去指揮官職位並被迫提早退休，軍銜也從海軍上將降為少將，使得他的退休金從每月7,384美元減少到每月5,903美元。
這三名男子在日本監獄服刑，於2003年獲釋，並處以不名譽退伍。獲釋後，羅德里科·哈普指責日本的監獄條件惡劣，並說他被迫從事電子零件組裝的行為相當於奴隸勞動。
2006年8月20日，涉案人之一的肯德里克·萊德在佐治亞州強姦並殺害一名女大學生勞倫·庫珀（Lauren Cooper），他其後不久也自殺。
2008年，根據此事件改編的美國電影《第一次呼吸》上映。據《星條旗報》報導，導演團隊表示這部電影將在沖繩的一個基地放映，希望新兵們觀看，但海軍陸戰隊發言人指這不是一部值得觀看的電影，認為放映活動並不合適。
2011年12月，時任防衛大臣一川保夫因不知道強姦案的細節而受到自民黨的譴責。在2012年1月13日的內閣改組中，田中直紀取代了一川保夫。

## 相關事件
- 麥可·布朗沖繩非禮事件

## 引用文獻
1. 1 2  . 時事ドットコム.   [2021-12-28]. （原始内容存档于2020-04-25） （日语）. （页面存档备份，存于）
2. ↑  . CNN. 21 October 1995  [11 April 2008]. （原始内容存档于2021-06-11）. （页面存档备份，存于）
3. ↑  . International Herald Tribune. 1 August 2002  [11 April 2008]. （原始内容存档于15 September 2007）. （页面存档备份，存于）
4. ↑  . The Asahi Shimbun.   [2021-12-28]. （原始内容存档于2021-10-16） （英语）. （页面存档备份，存于）
5. 1 2  . Los Angeles Times. December 5, 1995  [13 October 2013]. （原始内容存档于2013-10-22）. （页面存档备份，存于）
6. ↑  . 西日本新聞me.   [2021-12-28]. （原始内容存档于2021-06-02） （日语）. 1995年9月4日晚，三名美軍士兵在沖繩本島北部的一個居民區租了一輛汽車，襲擊了一名路過的女小學生。 沖繩縣警方對三人發出逮捕令，要求美軍交出，但美方以日美部隊地位協定為由予以拒絕。 起訴後，三人被移送日方，確認有期徒刑6至7年。 （页面存档备份，存于）
7. ↑  Teresa Watanabe "Okinawa Rape Suspect's Lawyer Gives Dark Account : Japan: Attorney of accused Marine says co-defendant admitted assaulting 12-year-old girl 'just for fun'".  （页面存档备份，存于） Los Angeles Times October 28, 1995
8. ↑  "Americans Charged In Rape in Okinawa （页面存档备份，存于）" The New York Times. September 29, 1995
9. ↑  . worldjpn.grips.ac.jp.   [2021-12-28]. （原始内容存档于2017-10-02）. （页面存档备份，存于）
10. ↑  高田佳典. . 西日本新聞. 2020-10-21  [2021-11-19]. （原始内容存档于2020-11-29）. （页面存档备份，存于）
11. ↑  . 沖縄タイムス＋プラス.   [2021-12-28]. （原始内容存档于2021-12-28） （日语）. （页面存档备份，存于）
12. ↑  . 時事ドットコム.   [2021-12-28]. （原始内容存档于2020-10-30） （日语）. （页面存档备份，存于）
13. ↑  Watanabe, Teresa. "U.S., Japan OK Pact on Military Crime Suspects （页面存档备份，存于）" Los Angeles Times, October 26, 1995
14. ↑  . www.mofa.go.jp.   [2021-12-28]. （原始内容存档于2021-10-03）. （页面存档备份，存于）
15. ↑  NHK. . テレビ60年 特選コレクション | NHKアーカイブス.   [2021-12-28]. （原始内容存档于2021-11-14） （日语）. （页面存档备份，存于）
16. ↑  Eisman, Dale. . The Virginian-Pilot. 16 October 1996  [8 November 2007]. （原始内容存档于14 December 2007）. （页面存档备份，存于）
17. ↑  Allen, David. . Stars and Stripes, Pacific Edition. 18 July 2004  [4 April 2007]. （原始内容存档于2021-10-13）. （页面存档备份，存于）
18. ↑  Allen, D. "Former Marine who sparked Okinawa furor is dead in suspected murder-suicide. （页面存档备份，存于）" Stars and Stripes, Pacific Edition, 25 August 2006.
19. ↑  Fagen, Cynthia. . New York Post. 24 August 2006  [30 July 2017]. （原始内容存档于2018-06-24）. （页面存档备份，存于）
20. ↑  Allen, David. . Stars and Stripes. 14 December 2008  [2021-12-28]. （原始内容存档于2021-12-03）. （页面存档备份，存于）
21. ↑  The Japan Times Upper House censures ministers - Ichikawa, Yamaoka censured in Diet December 10, 2011 （页面存档备份，存于） Retrieved on August 16, 2012
22. ↑  The Japan Times New Noda Cabinet on tax push January 14, 2012 （页面存档备份，存于） Retrieved on August 16, 2012